# Lopidea teton
Lopidea teton är en insektsart som beskrevs av Knight 1923. Lopidea teton ingår i släktet Lopidea och familjen ängsskinnbaggar. Inga underarter finns listade i Catalogue of Life.